# Projekt Razkritje
Projekt Razkritje (angleško The Disclosure Project) je neprofitna organizacija posvečena razkrivanju, odmrznitvi tajne dokumentacije in vodenju obravnav, ki so povezane z vladnimi agencijami, neznanimi letečimi predmeti in napredno tehnologijo. Številni uslužbenci vladnih, vojaških in obveščevalnih organizacij so 9. maja 2001 pod organizacijo Stevena Greera pripravili tiskovno konferenco.

## Delovanje
Vladni uslužbenci, ki so sodelujejo v projektu Razkritje, so podpisali izjavo, da so pripravljeni pričati pod prisego pred ameriškim kongresom o tajnih projektih in dogodkih, ki so v posredni in neposredni povezavi z NLP-ji in nezemeljskimi artefakti. Greer je do sedaj zbral čez 450 izjav ter pozval k organiziranju javnih zaslišanj, ki bi jih sponzorirala ameriška vlada.

## Cilji
- Podpreti netajne obravnave neznanih letečih predmetov po svetu.
- Podpreti obravnave povezane z napredno tehnologijo in pogonskimi sistemi, ki bi ob javnem izidu nudile rešitve za najrazličnejše ekološke in globalne grožnje.
- zagotoviti zakonodajo, ki bo prepovedala vsa vesoljska orožja.
- zagotoviti obsežno zakonodajo za mirno in kooperativno preiskovanje, odkrivanje ali raziskovanje vesolja s kulturami na Zemlji in v vesolju.